# Israel Regardie
Francis Israel Regudy, mais conhecido como Israel Regardie (Londres, 17 de novembro de 1907 - Sedona, Arizona, 10 de março de 1985), foi um eminente ocultista e escritor. Trabalhou como secretário pessoal de Aleister Crowley por alguns anos. Éamplamente  conhecido por seus livros e comentários a respeito da Ordem Hermética da Aurora Dourada.

## Biografia
Israel Regardie nasceu em Londres, de pais judeus imigrantes e pobres.  A família toda acabou mudando do sobrenome Regudy, depois de uma confusão, em que um de seus irmãos foi registrado no exército britânico como "Regardie".
Aos 14 anos emigrou para os Estados Unidos, e estudou arte em Washington, DC; e na Filadélfia, PA. Com um tutor hebreu obteve o conhecimento linguístico que provaria ser inestimável em seus posteriores estudos de Cabalá hermética.
Com fácil acesso à biblioteca do Congresso, lia muito, e interessou-se por teosofia, filosofia hindu e yoga; também juntou-se aos rosa-cruzes nesta época. Após ler a Parte I do Magick (O Livro Quatro) do ocultista Aleister Crowley, iniciou correspondência com este, o que resultou numa volta à Inglaterra, aos 21 anos, a convite de Crowley, para tornar-se seu secretário em 1928. Os dois dividiram companhia até 1932.
Em 1934, entrou para a Stella Matutina, uma organização "sucessora" da Ordem Hermética da Aurora Dourada. Quando o grupo se dissolveu, Regardie adquiriu documentos da Ordem e compilou o livro A Ordem Dourada, que lhe rendeu a inimizade de membros antigos e a reputação de ser um quebrador de juramentos por causa do saber revelado. No entanto, o livro transformou o trabalho da Ordem em um inteiro ramo da Tradição Ocultista Ocidental.
Conforme Regardie observou posteriormente "...era essencial que o sistema completo devesse ser publicamente exposto de tal forma que ele não pudesse ser perdido pela humanidade. Pois ele é a herança de todo homem e toda mulher - seu direito de nascença espiritual". As diversas organizações ocultas e que se nomeiam descendentes da Aurora Dourada original  por tem sua dívida com o  trabalho de Regardie, assim como tantos sistemas de magia modernos.
Em 1937, aos 30 anos, Regardie voltou para os EUA, entrando para o Chiropractic College em New York. Além disso, estudou psicanálise com o Dr. E. Clegg and Dr. J. L. Bendit, e psicoterapia com o Dr. Nandor Fodor. Abriu um escritório de quiropraxia e ensinou psiquiatria - Freudiana, Reichiana e Jungiana - aposentando-se em 1981 aos 74, quando então mudou-se para Sedona, no Arizona.
Faleceu de um ataque cardíaco na presença de amigos próximos durante um jantar em um restaurante em Sedona, Arizona, em 10 de Março de 1985, aos 77 anos de idade.